# Supply-klassen
Supply-klassen (også benævnt Gunnar Thorson-klassen) er Søværnets største miljøskibe og består af to skibe.
Miljøskibene hørte oprindeligt under miljøministeriet, men blev overført til Søværnet i 1996 i forbindelse med forsvarsforliget 1995-1999. Olieforureninger er meget omkostningstunge og er både mandskabs- og ressourcekrævende så snart olien rammer land. Derfor vil man altid prøve først at bekæmpe forureningen til søs.
Supply-klassens hovedopgave er at bekæmpe olieforurening i de indre danske farvande samt Nord- og Østersøen. Denne opgave løses ved hjælp af flydespærringer og derefter opsamlingsudstyr. Skibene har kapacitet til 311,3 m³ opsamlet olie. Hvis dette ikke er nok, kan olien overføres til en af Søværnets tre miljøpramme. Enhederne har meget begrænset kapacitet til bekæmpelse af kemikalieudslip og er ligeledes begrænsede i bekæmpelsen af olieforurening i et gasfyldt havområde, idet de ikke kan gøres gastætte. Skibene kan derfor ikke opnå en tidssvarende civil godkendelse for olieforureningsbekæmpelsesskibe, men var dog godkendt efter de regler som var gældende da de blev bygget.
| Pnt  | Navn               | Kølen lagt        | Søsat         | Indgået        | Skæbne   | Kaldesignal |
| ---- | ------------------ | ----------------- | ------------- | -------------- | -------- | ----------- |
| A560 | Gunnar Thorson     | 26. november 1980 | 6. marts 1981 | 1. januar 1996 | Operativ | OUDU        |
| A561 | Gunnar Seidenfaden | -                 | 1981          | 1. januar 1996 | Operativ | OUDV        |

## Miljøudstyr
- Flydespærringer:
  - 3× 200 m Ro-Boom Ocean
  - 5× Expandi

- Opsamlingsudstyr:
  - Bælteskimmer
  - Terminator
  - Destroil 250
  - Ro-Sweep
  - Grappe 3 tons (Kun Gunnar Thorson)